# Saint-Jean-de-la-Croix
Saint-Jean-de-la-Croix és un municipi francès situat al departament de Maine i Loira i a la regió de País del Loira. L'any 2007 tenia 237 habitants.

## Demografia

### Població
El 2007 la població de fet de Saint-Jean-de-la-Croix era de 237 persones. Hi havia 104 famílies de les quals 40 eren unipersonals (24 homes vivint sols i 16 dones vivint soles), 32 parelles sense fills, 28 parelles amb fills i 4 famílies monoparentals amb fills.
La població ha evolucionat segons el següent gràfic:
Habitants censats

### Habitatges
El 2007 hi havia 118 habitatges, 104 eren l'habitatge principal de la família, 6 eren segones residències i 8 estaven desocupats. 112 eren cases i 6 eren apartaments. Dels 104 habitatges principals, 74 estaven ocupats pels seus propietaris, 29 estaven llogats i ocupats pels llogaters i 1 estava cedit a títol gratuït; 1 tenia una cambra, 11 en tenien dues, 19 en tenien tres, 25 en tenien quatre i 48 en tenien cinc o més. 81 habitatges disposaven pel capbaix d'una plaça de pàrquing. A 49 habitatges hi havia un automòbil i a 52 n'hi havia dos o més.

### Piràmide de població
La piràmide de població per edats i sexe el 2009 era:
| Homes | Edats   | Dones |
| ----- | ------- | ----- |
| 0     | 95 o +  | 0     |
| 0     | 90 a 94 | 0     |
| 0     | 85 a 89 | 0     |
| 0     | 80 a 84 | 0     |
| 0     | 75 a 79 | 4     |
| 4     | 70 a 74 | 0     |
| 4     | 65 a 69 | 12    |
| 8     | 60 a 64 | 0     |
| 8     | 55 a 59 | 4     |
| 8     | 50 a 54 | 8     |
| 4     | 45 a 49 | 4     |
| 8     | 40 a 44 | 12    |
| 12    | 35 a 39 | 12    |
| 16    | 30 a 34 | 24    |
| 8     | 25 a 29 | 4     |
| 4     | 20 a 24 | 4     |
| 4     | 15 a 19 | 8     |
| 4     | 10 a 14 | 4     |
| 20    | 5 a 9   | 12    |
| 0     | 0 a 4   | 12    |

## Economia
El 2007 la població en edat de treballar era de 159 persones, 126 eren actives i 33 eren inactives. De les 126 persones actives 123 estaven ocupades (61 homes i 62 dones) i 3 estaven aturades (2 homes i 1 dona). De les 33 persones inactives 12 estaven jubilades, 13 estaven estudiant i 8 estaven classificades com a «altres inactius».

### Ingressos
El 2009 a Saint-Jean-de-la-Croix hi havia 97 unitats fiscals que integraven 227,5 persones, la mediana anual d'ingressos fiscals per persona era de 18.862 €.

### Activitats econòmiques
Dels 9 establiments que hi havia el 2007, 1 era d'una empresa extractiva, 1 d'una empresa de fabricació d'altres productes industrials, 1 d'una empresa de construcció, 1 d'una empresa de comerç i reparació d'automòbils, 2 d'empreses de transport, 1 d'una empresa d'hostatgeria i restauració, 1 d'una empresa immobiliària i 1 d'una empresa classificada com a «altres activitats de serveis».
L'únic servei als particulars que hi havia el 2009 era una empresa de construcció.

## Poblacions més properes
El següent diagrama mostra les poblacions més properes.